# يو إف سي على إي إس بي إن: نيكولاو ضد بيريز
يو إف سي على إي إس بي إن: نيكولاو ضد بيريز (بالإنجليزية: UFC on ESPN: Nicolau vs. Perez)‏ هو حدث لفنون القتال المختلطة نظمته يو إف سي، أُقيم في 27 أبريل 2024، على يو إف سي أبيكس في إنتربرايز، نيفادا، وهي جزء من منطقة لاس فيغاس الحضرية، الولايات المتحدة.